# Temporada 1980-81 de Los Angeles Lakers

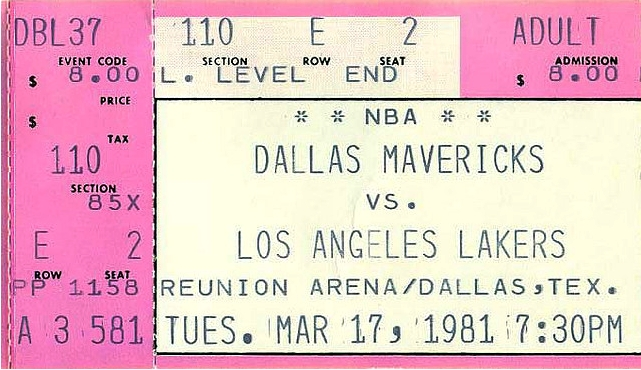
Entrada de Angeles Lakers vs. Dallas Mavericks el 17 de marzo de 1981.

La temporada 1980-81 fue la trigésimo tercera de los Lakers en la NBA, y la vigésimo primera en su ubicación en Los Ángeles, California. La temporada regular acabaron con 54 victorias y 28 derrotas, ocupando el tercer puesto de la Conferencia Oeste, clasificándose para los playoffs en los que cayeron ante los Houston Rockets en primera ronda.

## Elecciones en elDraft
| Ronda | Puesto | Jugador        | Posición  | Nacionalidad   | Universidad   |
| ----- | ------ | -------------- | --------- | -------------- | ------------- |
| 2     | 31     | Wayne Robinson | Ala-Pívot | Estados Unidos | Virginia Tech |
| 2     | 37     | Butch Carter   | Escolta   | Estados Unidos | Indiana       |
| 4     | 87     | Tony Jackson   | Base      | Estados Unidos | Florida State |

## Temporada regular
| División Pacífico        | División Pacífico | División Pacífico | División Pacífico | División Pacífico | División Pacífico | División Pacífico | División Pacífico | División Pacífico |
| Equipo                   | G                 | P                 | %                 | PD                | Casa              | Fuera             | Div               |                   |
| ------------------------ | ----------------- | ----------------- | ----------------- | ----------------- | ----------------- | ----------------- | ----------------- | ----------------- |
| y-Phoenix Suns           | 57                | 25                | .695              | –                 | 36–5              | 21–20             | 22–8              |                   |
| x-Los Angeles Lakers     | 54                | 28                | .659              | 3.0               | 30–11             | 24–17             | 19–11             |                   |
| x-Portland Trail Blazers | 45                | 37                | .549              | 12.0              | 30–11             | 15–26             | 18–12             |                   |
| Golden State Warriors    | 39                | 43                | .476              | 18.0              | 26–15             | 13–28             | 10–20             |                   |
| San Diego Clippers       | 36                | 46                | .439              | 21.0              | 22–19             | 14–27             | 14–16             |                   |
| Seattle SuperSonics      | 34                | 48                | .415              | 23.0              | 22–19             | 12–29             | 7–23              |                   |

## Playoffs

### Primera ronda
Los Angeles Lakers vs. Houston Rockets
| Fecha      | Partido                                     | Ciudad      |
| ---------- | ------------------------------------------- | ----------- |
| 1 de abril | Los Angeles Lakers 107, Houston Rockets 111 | Los Ángeles |
| 3 de abril | Houston Rockets 106, Los Angeles Lakers 111 | Houston     |
| 5 de abril | Los Angeles Lakers 86, Houston Rockets 89   | Los Ángeles |
|            | Houston Rockets gana las series 2-1         |             |

## Estadísticas
| Rk | Jugador             | Edad | P  | PT | MP   | TC   | TCI  | %TC  | T3  | T3I | %T3  | TL  | TLI | %TL  | RO  | RD  | RT   | AS  | RB  | TAP | BP  | FP  | PTS  |
| -- | ------------------- | ---- | -- | -- | ---- | ---- | ---- | ---- | --- | --- | ---- | --- | --- | ---- | --- | --- | ---- | --- | --- | --- | --- | --- | ---- |
| 1  | Norm Nixon          | 25   | 79 |    | 37.5 | 7.3  | 15.3 | .476 | 0.0 | 0.2 | .167 | 2.5 | 3.2 | .778 | 0.8 | 2.1 | 2.9  | 8.8 | 1.8 | 0.1 | 3.6 | 2.9 | 17.1 |
| 2  | Jamaal Wilkes       | 27   | 81 |    | 37.4 | 9.7  | 18.5 | .526 | 0.0 | 0.2 | .077 | 3.1 | 4.1 | .758 | 1.8 | 3.6 | 5.4  | 2.9 | 1.5 | 0.4 | 2.6 | 2.8 | 22.6 |
| 3  | Kareem Abdul-Jabbar | 33   | 80 |    | 37.2 | 10.5 | 18.2 | .574 | 0.0 | 0.0 | .000 | 5.3 | 6.9 | .766 | 2.5 | 7.8 | 10.3 | 3.4 | 0.7 | 2.9 | 3.1 | 3.1 | 26.2 |
| 4  | Magic Johnson       | 21   | 37 |    | 37.1 | 8.4  | 15.9 | .532 | 0.1 | 0.5 | .176 | 4.6 | 6.1 | .760 | 2.7 | 5.9 | 8.6  | 8.6 | 3.4 | 0.7 | 3.9 | 2.7 | 21.6 |
| 5  | Michael Cooper      | 24   | 81 |    | 32.4 | 4.0  | 8.1  | .491 | 0.0 | 0.2 | .211 | 1.4 | 1.8 | .785 | 1.5 | 2.7 | 4.1  | 4.1 | 1.6 | 1.0 | 2.0 | 3.1 | 9.4  |
| 6  | Jim Chones          | 31   | 82 |    | 31.2 | 4.6  | 9.2  | .503 | 0.0 | 0.0 | .000 | 1.5 | 2.4 | .653 | 2.2 | 5.8 | 8.0  | 1.9 | 0.5 | 1.2 | 1.9 | 4.0 | 10.8 |
| 7  | Eddie Jordan        | 26   | 60 |    | 16.5 | 2.0  | 4.7  | .430 | 0.1 | 0.2 | .250 | 1.1 | 1.6 | .663 | 0.4 | 0.9 | 1.3  | 3.3 | 1.2 | 0.1 | 2.0 | 2.3 | 5.1  |
| 8  | Mark Landsberger    | 25   | 69 |    | 15.7 | 2.4  | 4.7  | .502 | 0.0 | 0.0 | .000 | 0.9 | 1.7 | .534 | 2.2 | 3.3 | 5.5  | 0.4 | 0.3 | 0.1 | 0.9 | 2.0 | 5.7  |
| 9  | Jim Brewer          | 29   | 78 |    | 14.2 | 1.3  | 2.5  | .513 | 0.0 | 0.0 | .000 | 0.2 | 0.5 | .375 | 1.6 | 2.0 | 3.6  | 0.7 | 0.6 | 0.7 | 0.6 | 2.0 | 2.8  |
| 10 | Butch Carter        | 22   | 54 |    | 12.4 | 2.1  | 4.6  | .462 | 0.1 | 0.2 | .300 | 1.3 | 1.8 | .737 | 0.6 | 0.6 | 1.2  | 1.0 | 0.4 | 0.0 | 0.9 | 1.8 | 5.6  |
| 11 | Brad Holland        | 24   | 41 |    | 7.2  | 1.1  | 2.7  | .423 | 0.0 | 0.1 | .333 | 0.9 | 1.2 | .714 | 0.2 | 0.5 | 0.7  | 0.6 | 0.5 | 0.0 | 0.8 | 1.1 | 3.2  |
| 12 | Tony Jackson        | 23   | 2  |    | 7.0  | 0.5  | 1.5  | .333 | 0.0 | 0.0 |      | 0.0 | 0.0 |      | 0.0 | 1.0 | 1.0  | 1.0 | 1.0 | 0.0 | 0.0 | 0.5 | 1.0  |
| 13 | Alan Hardy          | 23   | 22 |    | 5.0  | 1.0  | 2.7  | .373 | 0.0 | 0.0 |      | 0.3 | 0.5 | .700 | 0.4 | 0.5 | 0.9  | 0.1 | 0.0 | 0.4 | 0.5 | 0.6 | 2.3  |
| 14 | Myles Patrick       | 26   | 3  |    | 3.0  | 0.7  | 1.7  | .400 | 0.0 | 0.0 |      | 0.3 | 0.7 | .500 | 0.3 | 0.3 | 0.7  | 0.3 | 0.0 | 0.0 | 0.3 | 1.0 | 1.7  |

## Galardones y récords
| Jugador             | Galardón                                                             |
| Kareem Abdul-Jabbar | Mejor quinteto de la NBA Mejor quinteto defensivo de la NBA All-Star |
| Michael Cooper      | 2.º Mejor quinteto defensivo de la NBA                               |
| Jamaal Wilkes       | All-Star                                                             |